# Misson
Misson ist eine französische Gemeinde mit 834 Einwohnern (Stand: 1. Januar 2022) im Département Landes in der Region Nouvelle-Aquitaine. Sie gehört zum Arrondissement Dax und zum Kanton Orthe et Arrigans.

## Geografie
Die Gemeinde Misson liegt im Westen der Landschaft Chalosse, etwa 15 Kilometer südsüdöstlich von Dax. Umgeben wird Misson von den Nachbargemeinden Pouillon im Westen und Norden, Estibeaux im Nordosten und Osten, Habas im Osten sowie Labatut im Süden und Südwesten.

## Bevölkerungsentwicklung
| Jahr                       | 1962 | 1968 | 1975 | 1982 | 1990 | 1999 | 2006 | 2014 | 2021 |
| -------------------------- | ---- | ---- | ---- | ---- | ---- | ---- | ---- | ---- | ---- |
| Einwohner                  | 749  | 739  | 663  | 611  | 607  | 628  | 708  | 759  | 832  |
| Quellen: Cassini und INSEE |      |      |      |      |      |      |      |      |      |

## Sehenswürdigkeiten
- Kirche Saint-Jean-Baptiste